# Fritz Specht (Mediziner)

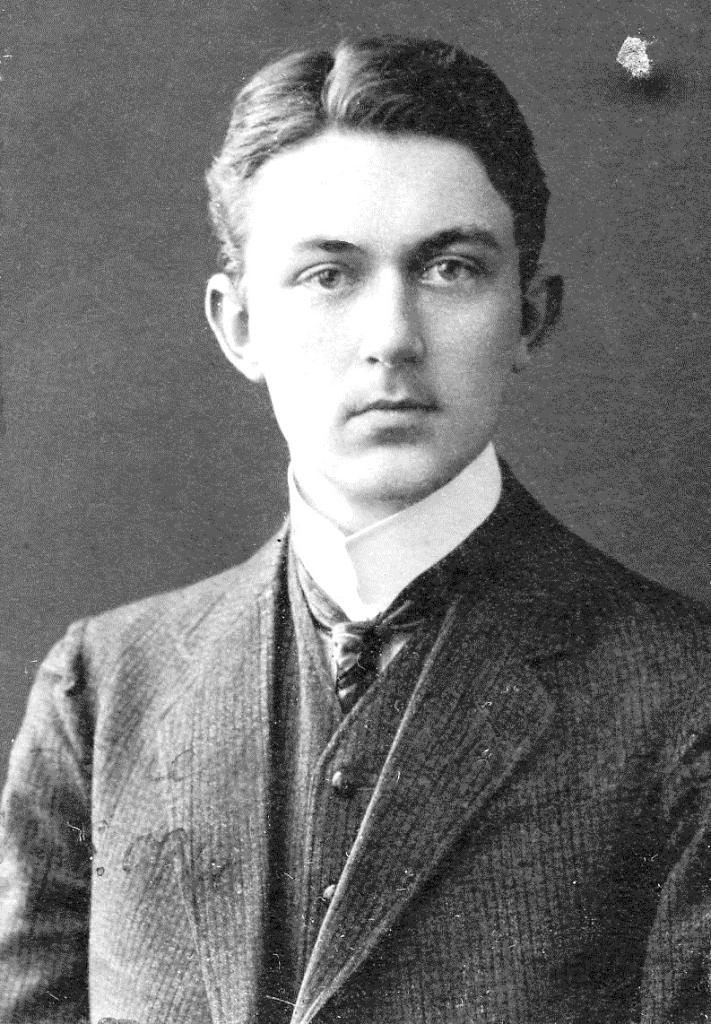
Fritz Specht als Student, um 1909

Friedrich Wilhelm Specht, genannt Fritz Specht (* 11. Juni 1890 in Ensdorf (Saar); † 4. November 1972 in Hof an der Saale) war ein deutscher HNO-Arzt, Hochschullehrer und Rektor der Universität Erlangen.

## Leben
Fritz Specht war der Sohn des Bergrats Adolf Specht und dessen Ehefrau Emilie geb. Friedrich. Nach Ablegung der Reifeprüfung am Gymnasium Hohenbaden Baden-Baden begann er 1909 ein Medizinstudium an der Friedrich-Alexander-Universität, wo er im WS 1909/10 in die AMV Fridericiana Erlangen eintrat. Nach einem Studienaufenthalt an der Universität Halle schloss er 1914 in Erlangen das Studium mit dem Staatsexamen ab. Im selben Jahr wurde er approbiert. Von 1914 bis 1918 nahm er am Ersten Weltkrieg teil. Während des Krieges wurde er 1916 in Erlangen zum Dr. med. promoviert. Als Assistent war er an den HNO-Kliniken der Universitäten Erlangen (Ab Anfang April 1919), Halle (ab Januar 1920) und schließlich Kiel (ab Oktober 1920) beschäftigt, wo er seine Ausbildung zum HNO-Facharzt beendete. An der Kieler Ohrenklinik wurde er 1921 Oberarzt und habilitierte sich dort 1925 für HNO-Heilkunde. In der Folge wirkte er dort anschließend als Privatdozent sowie ab 1930 als nichtbeamteter außerordentlicher Professor und vertrat zwischenzeitlich auch den Klinikleiter. Von 1930 bis 1934 wirkte er als niedergelassener HNO-Facharzt in Kiel.
Specht wurde 1932 Mitglied der NSDAP (Mitgliedsnummer 1.048.497). Für die Partei gehörte er 1933/34 dem Kieler Stadtrat an. 1934 wurde er zum Vertrauensmann der NSDAP an der Medizinischen Fakultät Kiel ernannt.
Anfang November 1934 übernahm Specht in Erlangen die Lehrstuhlvertretung für HNO-Heilkunde. Anfang April 1935 wurde er in Erlangen zum ordentlichen Professor ernannt und leitete zudem die universitäre HNO-Klinik. Ab 1935 gehörte er der Physikalisch-medizinischen Sozietät in Erlangen an. Von 1935 bis 1938 war er Rektor der Universität Erlangen. Einen 1938 erfolgten Ruf an die Medizinische Akademie Düsseldorf nahm er nicht an. 1937 schloss Specht sich der SS an (SS-Nummer 319.289). Dort avancierte er 1944 zum SS-Sturmbannführer.
Gegen Ende des Zweiten Weltkrieges kam Specht am 26. April 1945 in amerikanische Internierung. Während der Internierungszeit wurde er Anfang Juli 1945 durch die amerikanische Militäradministration aus politischen Gründen von seinem Hochschulamt suspendiert. Im Frühjahr 1948 aus der Internierung entlassen, übernahm er kurzzeitig die Vertretung in einer Praxis in Weiden in der Oberpfalz. 1948 wurde er im Spruchkammerverfahren als "Mitläufer" eingestuft. Von 1948 bis 1967 praktizierte er als HNO-Arzt in Hof. Anfang Juli 1955 erlangte er bei zeitgleicher Emeritierung die Professorenwürde wieder. Seine Forschungsschwerpunkte waren die Hörphysiologie und im klinischen Bereich die Kehlkopftuberkulose.
Specht war ab 1921 mit Cilly, Tochter des HNO-Arztes Alfred Denker, verheiratet. Das Paar bekam vier Kinder. Der Sohn Gert Specht (1925–2018) lebte in Berlin.

## Auszeichnungen
- Ritterkreuz des Königlichen Hausordens von Hohenzollern[2]